# Pippin Peaks
Die Pippin Peaks sind eine ostwestlich ausgerichtete Reihe von 880 bis 1600 m hohen Bergen aus weißem bis rosafarbenem Granit an der Oskar-II.-Küste des Grahamlands auf der Antarktischen Halbinsel. Sie ragen am westlichen Ende des Stubb-Gletschers auf und bilden dort einen Teil seiner Nordwand.
Das UK Antarctic Place-Names Committee benannte sie 1987 nach dem Schiffsjungen Pippin (auch bekannt als Pip) in Herman Melvilles 1851 veröffentlichtem Roman Moby-Dick.